# Taro géant des marais
Cyrtosperma merkusii
Espèce
Classification phylogénétique
Le taro géant des marais (Cyrtosperma merkusii), parfois également appelé taro des atolls, est une plante comestible de la famille des Araceae. Elle est cultivée dans une grande partie de l'Océanie. Bien qu'elle ressemble au taro proprement dit, elle appartient à un autre genre et à une autre sous-famille (celle des Calloideae).
Cette espèce est sans doute mieux connue sous un autre nom scientifique, Cyrtosperma chamissonis. Néanmoins, des études ont montré que Cyrtosperma chamissonis et Cyrtosperma merkusii étaient synonymes,,.

## Description

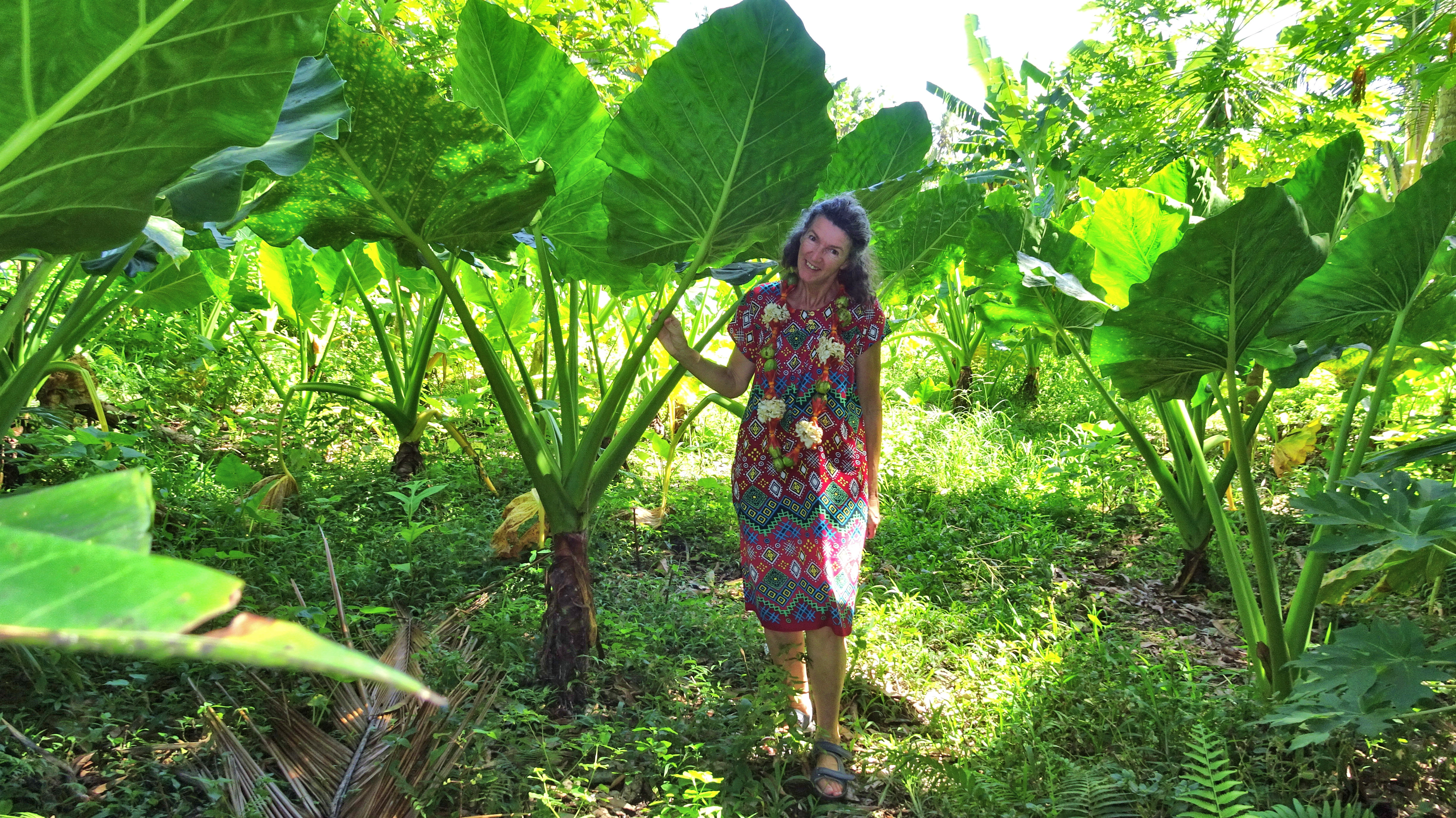
Comparaison de la taille des feuilles du taro géant des marais avec une humaine, sur l'île de Futuna en 2017.

C'est une plante des régions tropicales et subtropicales, cultivée pour sa racine épaissie en gros tubercule farineux, à la chair de couleur blanche, crème à rose, de texture sèche et goût proche de celui de la patate douce. Le terme désigne aussi le tubercule lui-même. Elle est cultivée dans des trous assez profonds, appelés fosses à taro, qui permettent à la racine de baigner dans l'eau douce (lentille des lagons).

## Noms vernaculaires
Sinogramme en chinois : 芋 (qui désigne tous les taros en Chine). Le taro géant des marais est connu sous les noms de babai ou bwaibwai (en gilbertin), pula'a (en samoan), pulaka (aux Tokelau et aux Tuvalu), puraka (en māori des îles Cook), via (en fidjien), ou encore simiden (à Chuuk). Taro est un mot emprunté aux langues de Polynésie orientale. En anglais, il se nomme  swamp taro. Appellation polynésienne[pas clair] : "maota".

## Synonymes
- Lasia merkusii Hassk., 1844
- Cyrtosperma chamissonis (Schott) Merr., 1914 (nom donné en hommage à Adelbert von Chamisso, un franco-allemand qui avait observé ce taro lors de sa circumnavigation aux îles Gilbert.)
- Cyrtosperma edule Schott, 1861
- Cyrtosperma lasioides Griff., 1851
- Cyrtosperma nadeaudianum J.W.Moore, 1933